# 교서
교서(敎書)는 동양의 봉건 군주국가, 특히 제후국 단계에서 그 국가의 군주(임금)이 내리는 명령서의 한 형식이다. 고급 관료의 임명시 또는 백성들에게 널리 알리고자 하려는 내용이 있을 때 발급되었다. 근래에 미국 또는 대한민국 대통령의 연두교서, 로마 가톨릭교회 교황의 교서 등으로도 그 표현이 사용되고 있다.
교서가 제후국의 군주가 내리는 명령서라면 칙서는 황제국의 군주가 내리는 명령서이다.

## 같이 보기
- 칙서